# Onze-Lieve-Vrouwekerk (Trier)

Plattegrond (bovenzijde is het oosten) in de vorm van een roos met twaalf kelkbladen

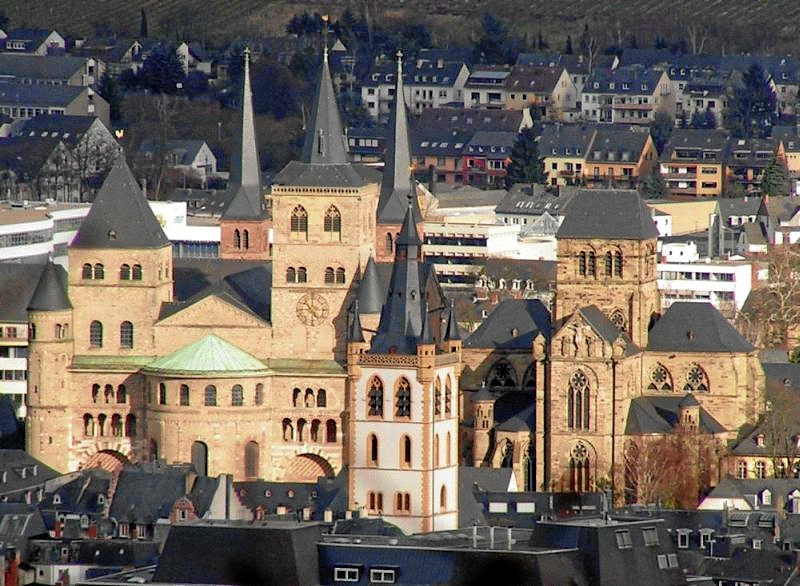
De Onze-Lieve-Vrouwekerk (rechts) en de Dom van Trier met op de voorgrond de toren van de Sint-Gangulfuskerk

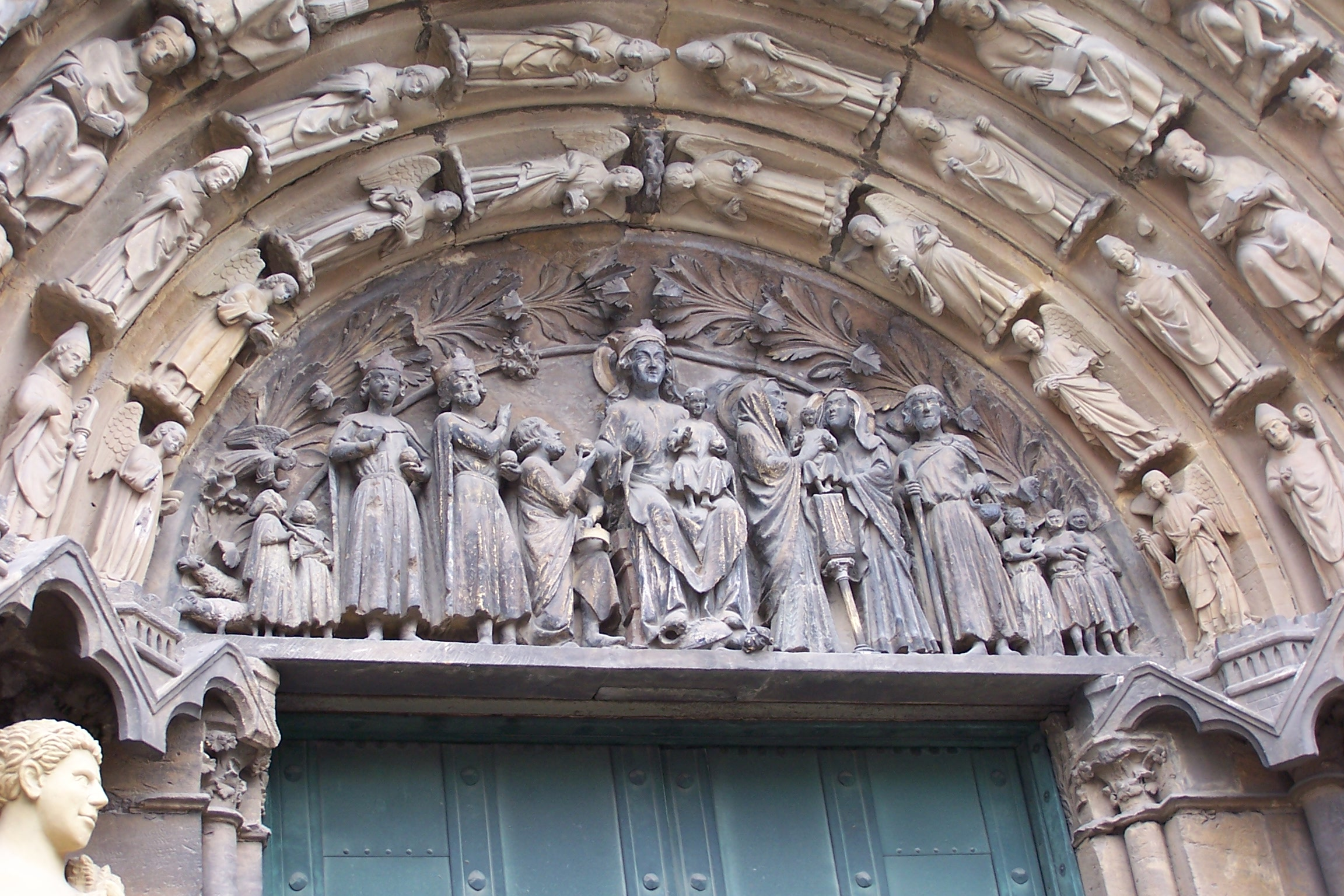
Het timpaan van het westportaal

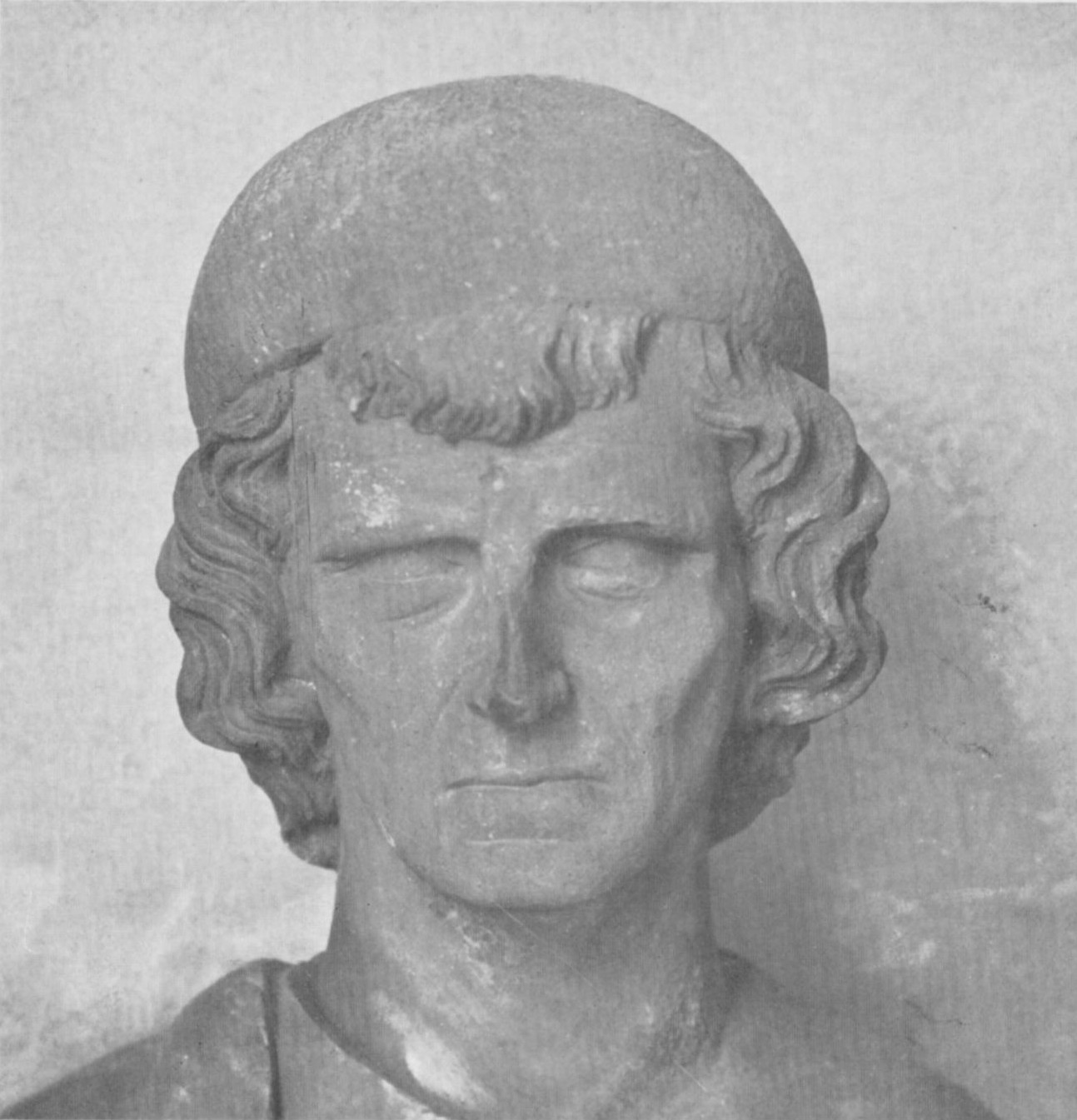
Kop van een van de profeten afkomstig van de westfaçade, nu in het Bode-Museum

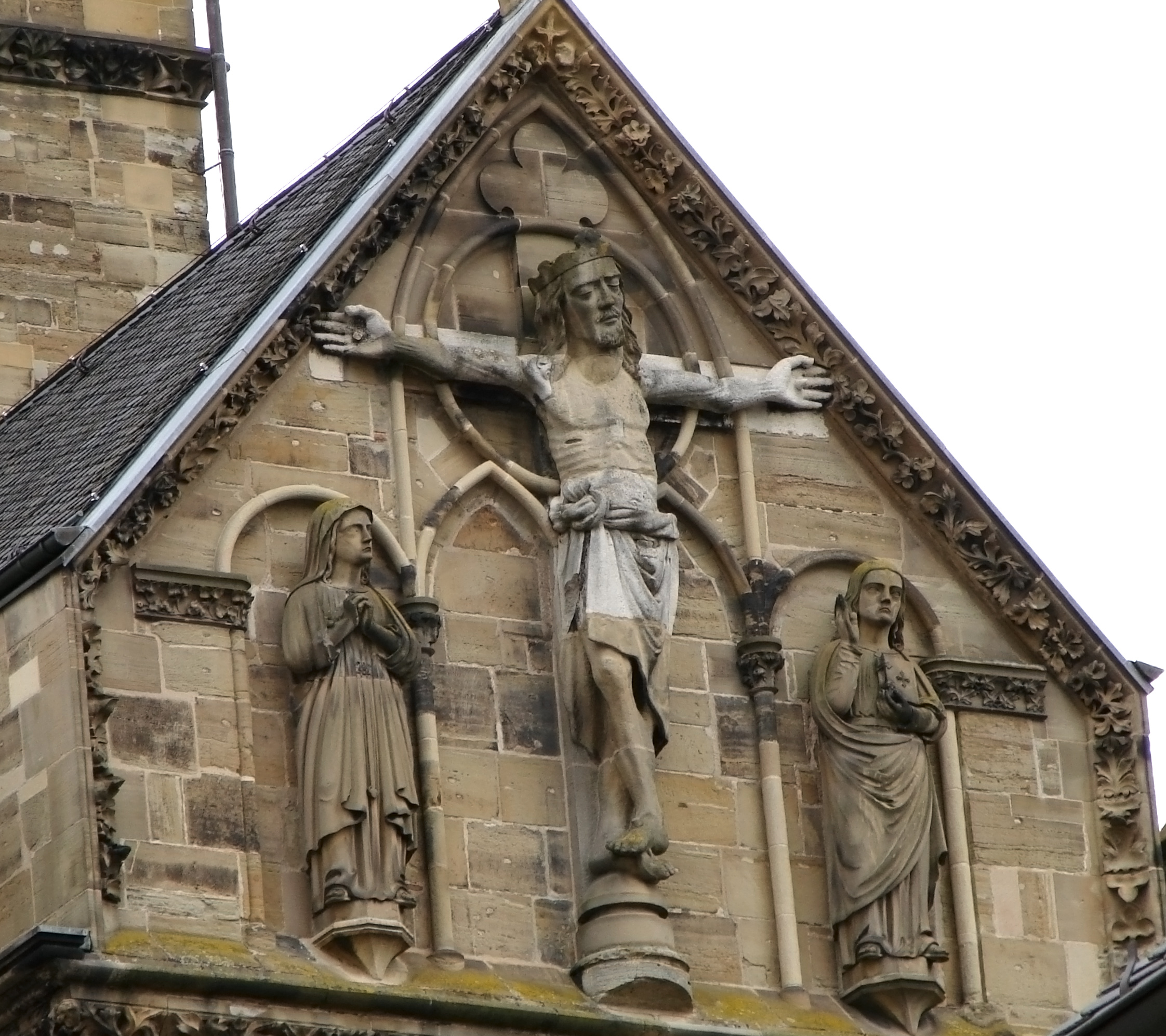
Het beeldhouwwerk met de kruisiging in de geveltop

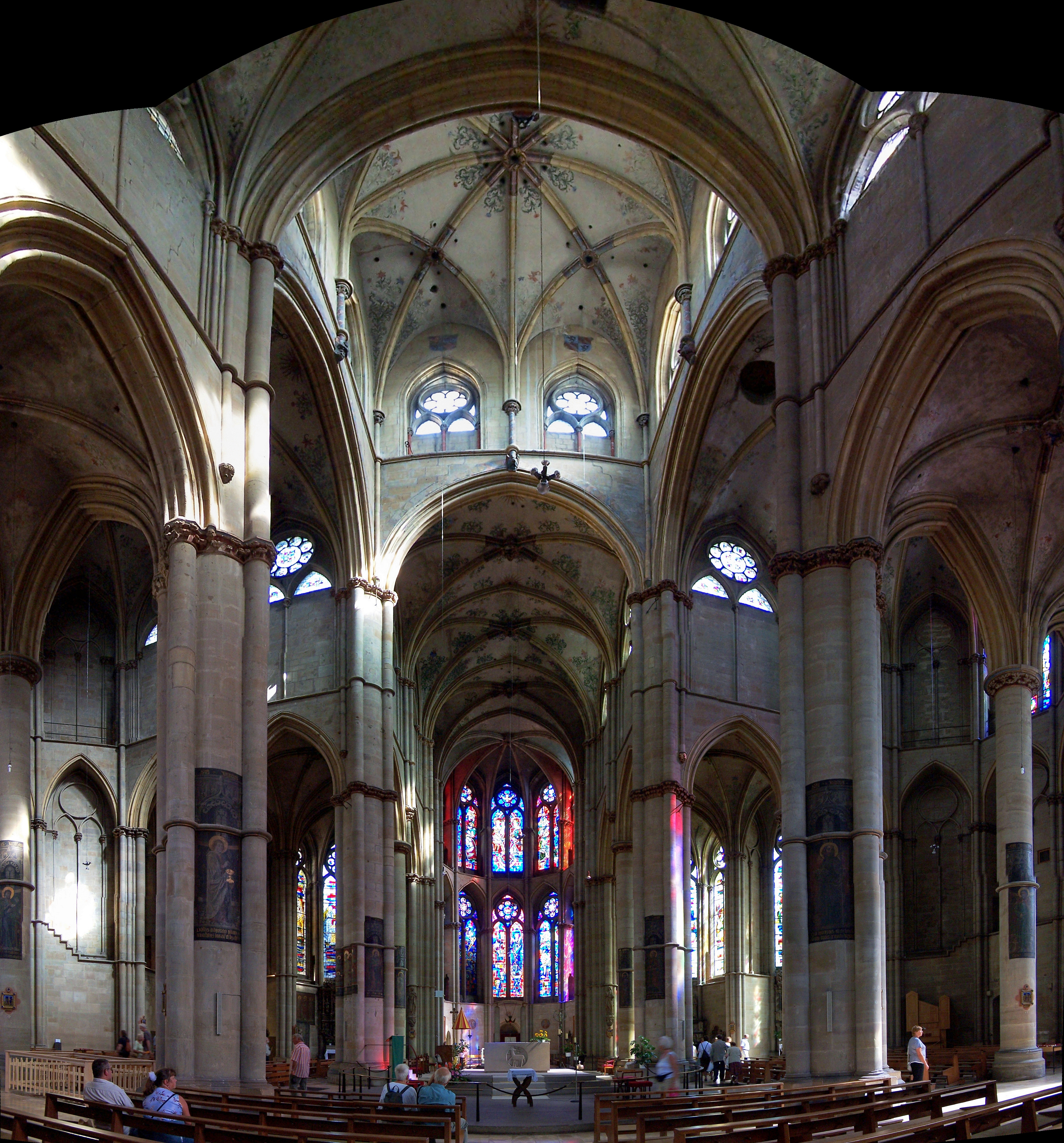
Interieur met zicht op de viering en het koor

De Onze-Lieve-Vrouwekerk (Duits: Liebfrauenkirche) is een katholieke kerk die midden in het centrum van Trier staat, direct ten zuiden van de domkerk. Samen met de Elisabethkirche in Marburg wordt zij beschouwd als de oudste gotische kerk in Duitsland. Bovendien is zij ook de belangrijkste en oudste gotische centraalbouw in Duitsland. Het is de kerk van de parochie Liebfrauen Trier van het bisdom Trier en is toegewijd aan Onze-Lieve-Vrouw en de Heilige Laurentius. Sinds 1986 is ze geklasseerd op de Werelderfgoedlijst van de UNESCO.

## Geschiedenis

### Bouw
Aartsbisschop Diederik van Wied begon rond 1230 met de bouw van de kerk. De voorganger van de kerk, een Romeins gebouw uit de tijd van keizer Constantijn de Grote, was zo bouwvallig geworden dat het gesloopt moest worden. Om de reusachtige dubbelkerk met de Dom in stand te houden werd de nieuwe kerk gedeeltelijk op de fundamenten van de oude gebouwd. Het is niet goed mogelijk om een exacte begindatum voor de bouw te geven, hoewel een geschilderd opschrift op een pilaar in het interieur meldt dat de bouw van de kerk is begonnen in het jaar 1227 en geëindigd in het jaar 1243. Een groot deel van de kerk was al in 1243 klaar, maar toen waren de financiën van het kapittel van Onze-Lieve-Vrouwe uitgeput. Mogelijk hing dit samen met het overlijden van aartsbisschop Diederik, die de motor achter de bouw was. In hetzelfde jaar stond de Keulse aartsbisschop Koenraad van Hochstaden al een collecte toe in zijn diocees en kende daarvoor ook een aflaat toe. Hierdoor kon de bouw voortgezet worden. In de begeleidende oorkonde van Koenraad van Hochstaden werd de Onze-Lieve-Vrouwekerk als "moederkerk" van alle kerken in de Trierse kerkprovincie betiteld. Rond 1260 was de kerk voltooid.
De bouwmeester van de kerk was afkomstig uit de Champagnestreek. Daar werkte aan de hooggotische kathedraal van Reims een zeer groot aantal ambachtslieden samen. De bouwstijl en de stijl van het beeldhouwwerk die deze bouwloods daar toepaste, waren zeer invloedrijk. Vele kerken door heel Europa die in deze periode gebouwd werden namen de stijl van de kathedraal van Reims over. Aangezien het aartsbisdom Trier met zijn bisdommen Metz, Toul en Verdun direct grensde aan de Champagne is het niet heel verwonderlijk dat de bouwheren in Trier er ook voor kozen de nieuwe Onze-Lieve-Vrouwekerk in deze moderne gotische bouwstijl op te laten trekken. De kerk behoort daarmee tot de oudste Duitse voorbeelden van de Franse Gotiek.
De kerk heeft de vorm van een Grieks kruis. Aan elke kant van de kerk bevinden zich twee kapellen die tussen de vier apsissen zijn gevoegd. Het geheel heeft daardoor de vorm van een roos met twaalf kelkbladen. De keuze voor de zeer ongewone vorm van een centraalbouw is niet eenvoudig te verklaren. Er is geopperd dat aartsbisschop Diederik van Wied hier een voorkeur voor had omdat zijn kerk dan elementen in zich zou verenigen van twee kroningskerken. Enerzijds de bouwstijl van de kathedraal van Reims, waar de Capetinger koningen gekroond werden en anderzijds de vormen van de centraalbouw van de beroemde Karolingische Dom van Aken, waar de koning van Duitsland gekroond werd. Een waarschijnlijker verklaring is echter dat de keuze voor de centraalbouw samenhing met het patrocinium van de kerk. Sinds in de zevende eeuw het Pantheon in Rome als kerk ingewijd werd als de Santa Maria Rotunda bestaat er een sterke traditie van centraalbouwwerken gewijd aan de maagd Maria.
In 1492 werd op de vieringtoren een zeer hoge spits geplaatst, die vanwege de grote technische kunde en het vakmanschap van de bouwers als Daedali arte (volgens de kunst van Daedalus) werd getypeerd. Desondanks is de torenspits alleen op oude prenten van de stad Trier te zien. Op 2 juli 1631 (Maria-Visitatie) werd hij tijdens een storm verwoest. Daarna werd op de toren een schilddak geplaatst, dat de Tweede Wereldoorlog niet doorstond. In 1945 werd een platter dak op de toren geplaatst, dat in 2003 weer werd vervangen door een wat steiler dak.

### Franse tijd
In Trier gaat het verhaal dat de Fransen, die in 1794 Trier bezet hadden, de Onze-Lieve-Vrouwekerk wilden slopen. De burgemeester zou Napoleon bij diens bezoek aan Trier op het balkon van het tegenover de kerk gelegen Palais Kesselstadt gebracht hebben en toen tegen hem gezegd hebben: "Sire, u wilt toch niet het meesterwerk van een Franse architect afbreken." In ieder geval werd de kerk Sint-Laurentius, gelegen tussen de Onze-Lieve-Vrouwekerk en de Basilica van Constantijn, wel afgebroken. De naam van de patroonheilige werd aan de Onze-Lieve-Vrouweparochie toegevoegd die sindsdien is gewijd aan "Onze Lieve Vrouwe en de Heilige Laurentius".
In 1803 werden de Onze-Lieve-Vrouwekerk en de Dom organisatorisch en liturgisch van elkaar gescheiden. Tot dan bestond er een zeer nauwe band tussen beide kerken. In de loop van het jaar waren er talloze processies die door beide kerken voerden. Hiertoe was er speciaal een doorgang gemaakt die de beide kerken met elkaar verbond. Als uiterlijk teken van de scheiding tussen de kerken metselde men de toegang dicht van de Dom naar de voorhal die beide gebouwen deelden. De hal werd verder door de Onze-Lieve-Vrouwekerk als sacristie gebruikt. Naar aanleiding van de bedevaart naar de Heilige Tuniek werd in 1959 het portaal weer tijdelijk geopend. De toegang werd met luiken afgesloten en na de restauratie van de Dom vervangen door een houten deur, zodat de kerken de ingang weer kunnen delen.

### Restauraties
Van 1859 tot in de jaren 1890 werd de kerk met tussenpozen volledig gerestaureerd. In de Tweede Wereldoorlog werd de kerk vrijwel volledig verwoest. De wederopbouw vond plaats van 1946 tot 1951. De kerk was van januari 2008 tot september 2011 niet te bezichtigen door een omvangrijke renovatie van het interieur.

## Beeldhouwwerk aan het exterieur

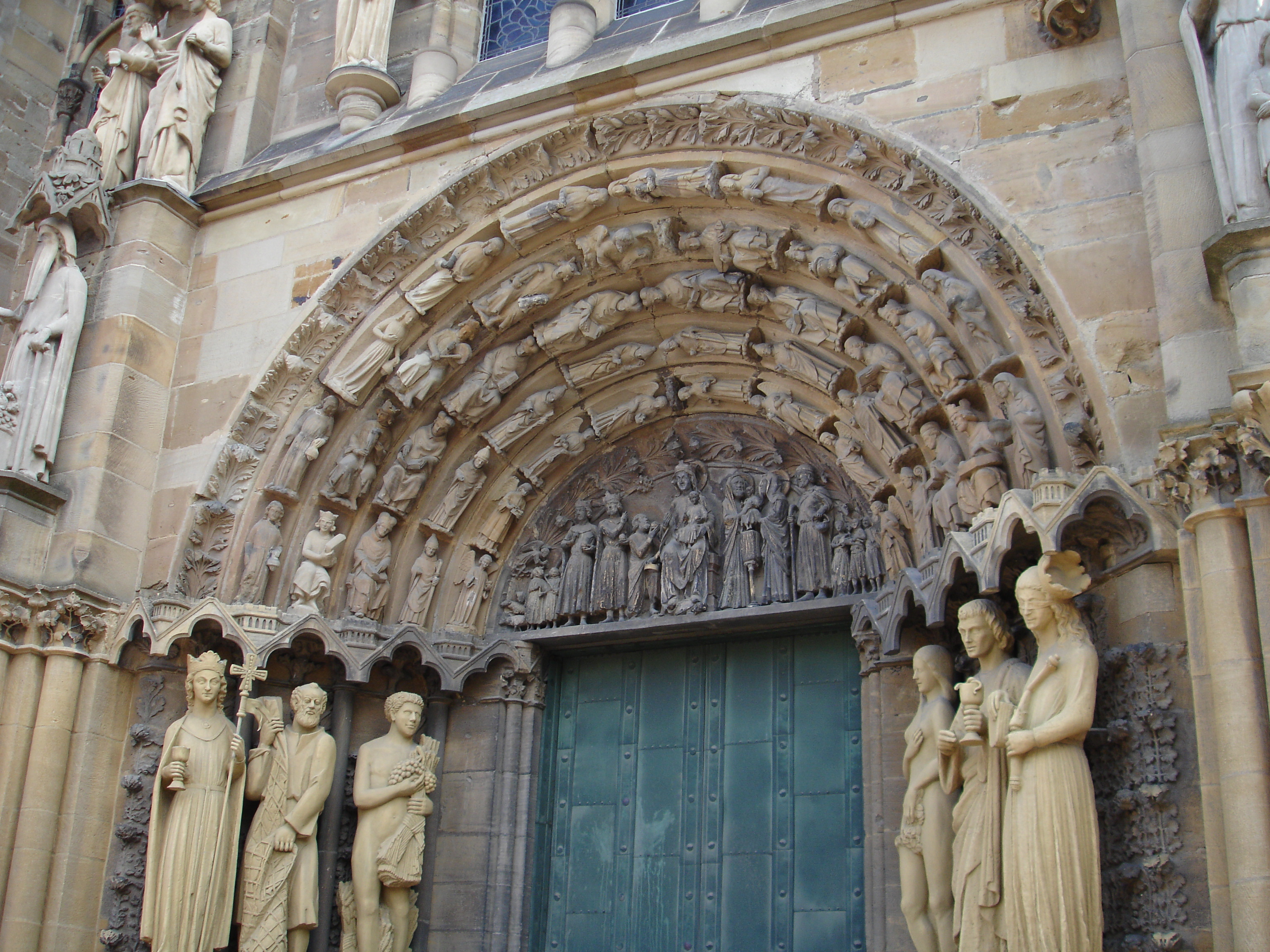
Het westportaal

Niet alleen de bouwstijl vertoont sterke overeenkomsten met de kathedraal van Reims maar ook het beeldhouwwerk aan de buitenzijde van de kerk komt stilistisch overeen met sculptuur in Reims.

### Westportaal
Het rijkst gedecoreerde deel van het exterieur is de westfaçade met het daarin gelegen portaal. Het meeste beeldhouwwerk werd in situ vervangen door kopieën. De originelen bevinden zich in het Bode-Museum in Berlijn en het Bisschoppelijk Dom- en Diocesaanmuseum in Trier. De beelden van het timpaan en de archivolten die het omgeven zijn wel nog origineel. Het sterk verweerde beeldhouwwerk in het timpaan toont episodes uit de jeugd van Christus. In het midden ziet men de Maagd Maria. Op haar schoot heeft zij het pasgeboren Jezuskind en onder haar linkervoet vertrapt zij een draak. Links van hen bevinden zich de drie koningen. De voorste van hen is geknield en laat zijn kroon rusten op zijn knie. Achter hem wijst de tweede koning op de ster die hen de weg gewezen heeft. Helemaal links bevindt zich de scène van de aankondiging aan de herders. Rechts van Maria wordt de presentatie van Jezus in de tempel verbeeld. Helemaal rechts is de episode van de kindermoord van Bethlehem te zien. Rond het timpaan bevinden zich zes banen van archivolten die de hiërarchie van de Kerk voorstellen. De buitenste archivolt is voorzien van gestileerde acanthusbladeren. De overige archivolten zijn gevuld met figuren. De binnenste figuren-archivolt toont acht engelen met liturgische voorwerpen, zoals een wierookvat. In de volgende archivolt bevinden zich acht bisschoppen getooid met tiara's. De derde archivolt is gevuld met acht geestelijken getooid met biretta's peinzend of lezend in boeken. De vierde archivolt toont negen koningen met allerhande muziekinstrumenten, zoals een rommelpot en een tamboerijn. De buitenste figuren-archivolt toont de tien maagden van de parabel van de wijze en de dwaze maagden.
Aan weerszijden van de deuropening bevinden zich op een sokkelzone zes vrijstaande figuren. Van binnen naar buiten zijn dit links Adam en rechts Eva, links Andreas (met net) en rechts Johannes de Evangelist (met een met slangen gevulde gifbeker), links de personificatie van de kerk en rechts van de synagoge (Ecclesia en Synagoge). Hoger aan de gevel bevinden zich aan weerszijden van het timpaan links Noach en rechts Abraham, ieder met hun offer. Daar weer boven bevinden zich twee aan twee vier profeten: Jesaja, Ezechiël, Jeremia en Daniël. Tussen hen in bevinden zich aan weerszijden van het centrale venster de engel Gabriël en Maria: De annunciatie. Helemaal in de geveltop ten slotte, bevindt zich het laatste originele beeldhouwwerk. Hier bevindt zich de gekruisigde Christus geflankeerd door Maria en Johannes de Evangelist.

### Noord- en zuidportaal
Naast het westportaal heeft de Onze-Lieve-Vrouwekerk ook nog een noord- en een zuidportaal. Deze zijn minder rijk gedecoreerd. Het noordportaal heeft beeldhouwwerk in het timpaan met de kroning van Maria en vier banen met archivolten. Twee met ieder acht musicerende engelen en twee met loofwerk. Het zuidportaal heeft nog slechts bladwerk, waaronder een wijnstok.

## Het interieur

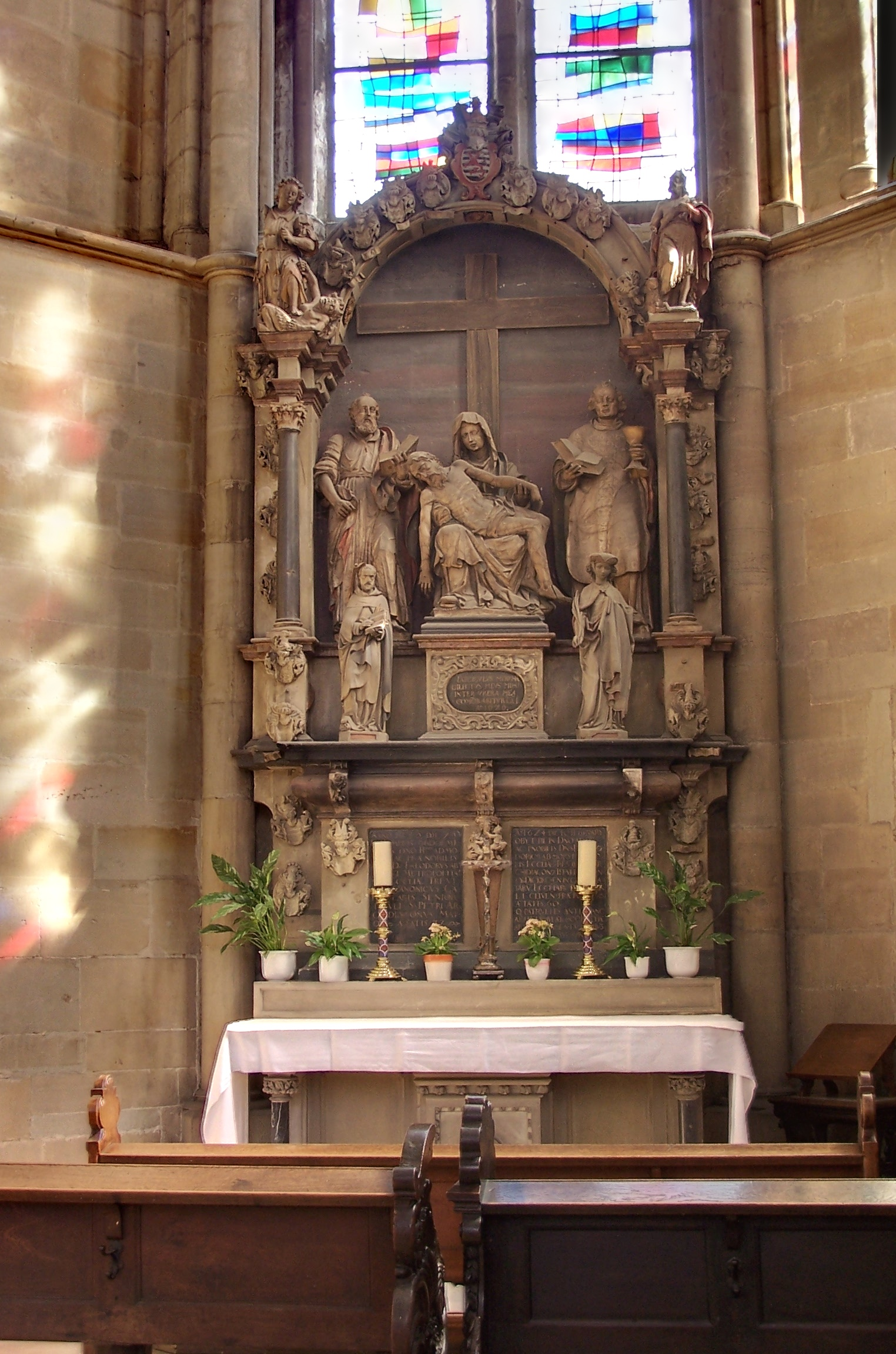
Grafmonument van Theodor en Theoderich von Horst (17e eeuw)

De leden van het Domkapittel lazen in de Onze-Lieve-Vrouwekerk hun dagelijkse missen en werden er ook begraven. Hierdoor raakte het interieur in de loop der eeuwen vol met grafmonumenten. In de nasleep van de Franse Revolutie werden de meeste monumenten echter verwijderd. Onder de enkele exemplaren die gespaard bleven, bevindt zich het dubbelgraf van de neven Theodor en Theoderich von Horst (overleden in respectievelijk 1624 en 1630). In de kerk verdienen de grafmonumenten voor domheer Karl von Metternich († l636) en domcantor Johann Segensis († l564) bijzondere aandacht. Het eerste bevindt zich in een kapel op de linkerkant en is gemaakt door Matthias Rauchmüller (1675), dat voor Segensis is een van de beste grafmonumenten in renaissancestijl. Op de pijlers om de ronde zuilen van de viering zijn de twaalf apostelen afgebeeld (l5de-eeuwse beschildering). De beglazing is nieuw (1954 en 1974).

## Basilica minor
Na de jarenlange restauratie (1946-1951) werd de Onze-Lieve-Vrouwekerk in 1951 door Paus Pius XII verheven tot Basilica minor. Bij deze restauratie plaatste architect Rudolf Schwarz het altaar in het midden van de kerk. Hij greep hiermee vooruit op de instructie Inter Oecumenici die in 1964 nog voor het eind van het Tweede Vaticaans Concilie zou worden uitgevaardigd.

## Galerij

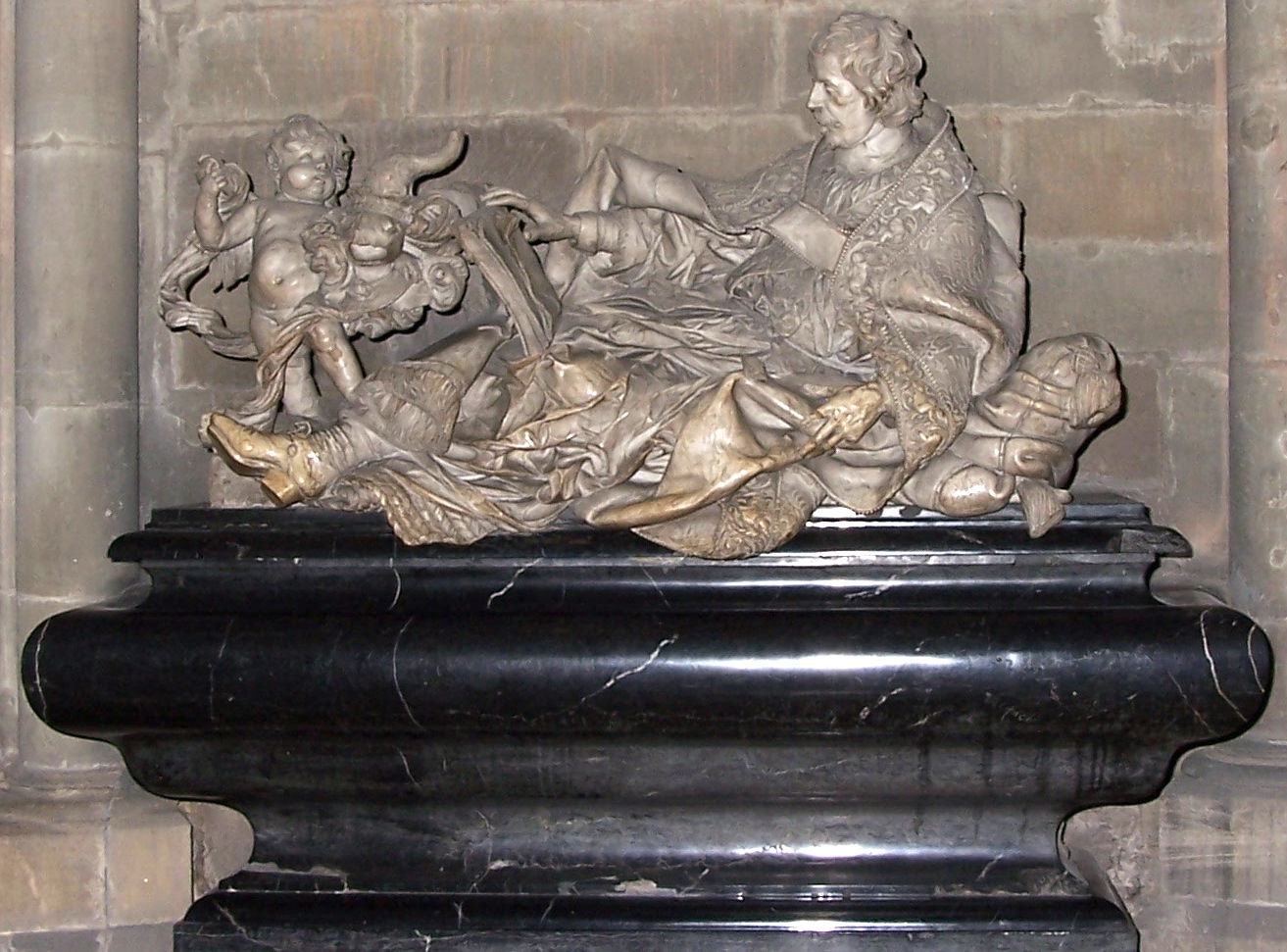
Grafmonument van kanunnik Metternich (17e eeuw)
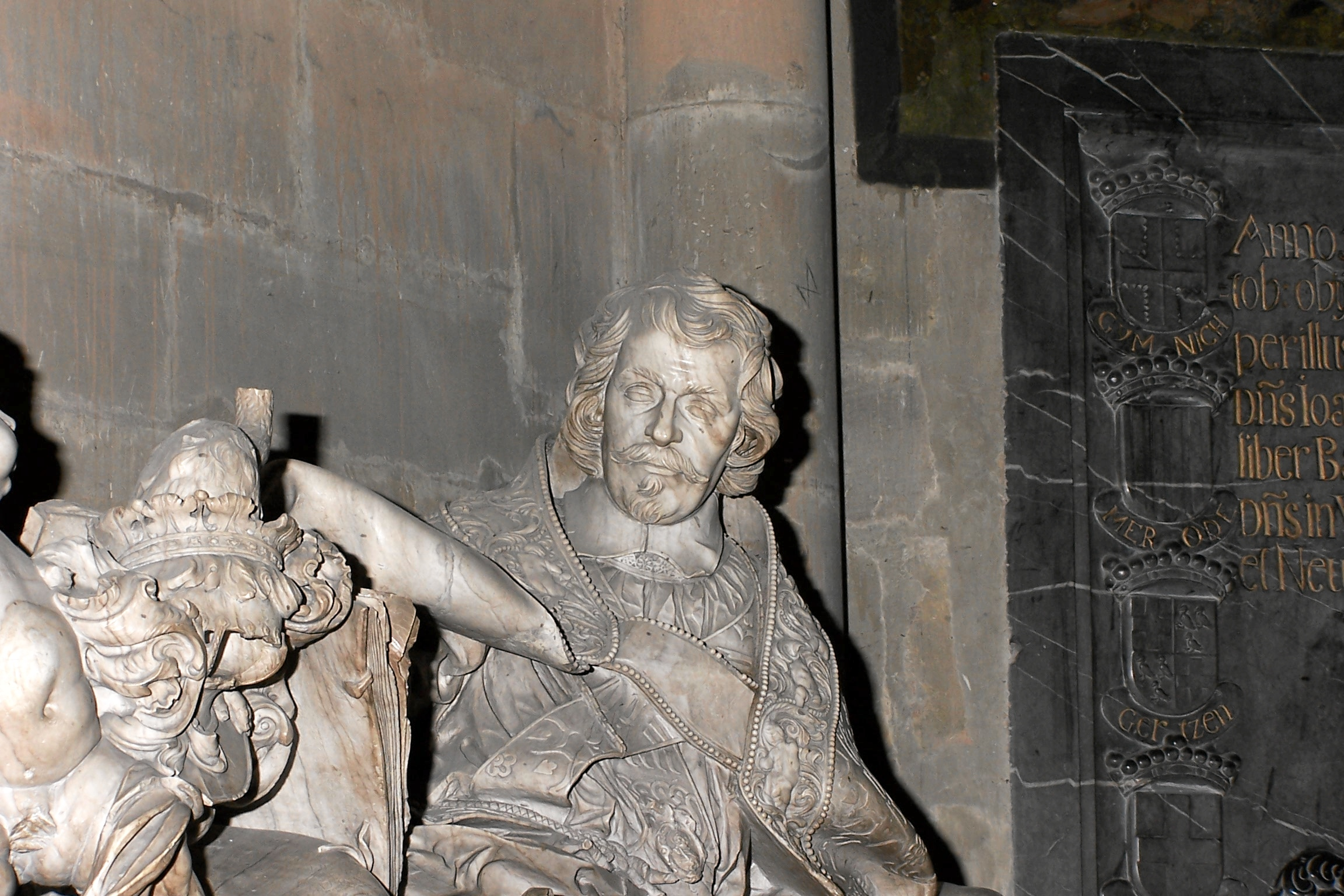
Grafmonument van kanunnik Metternich (detail)
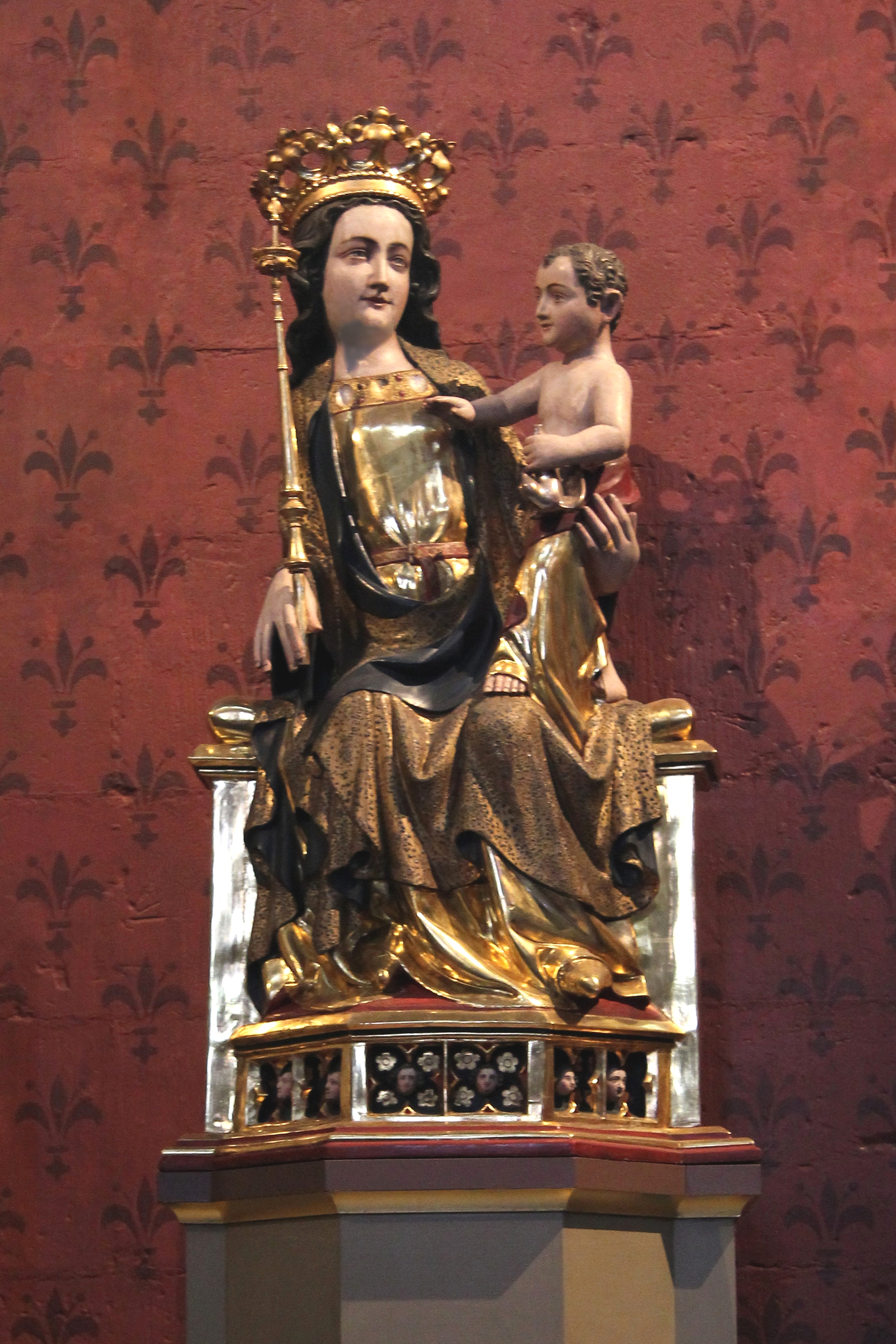
Madonna en kind, 14e eeuw, in Onze-Lieve-Vrouwekerk, Trier